# アサイア属
アサイア属は酢酸菌科に属するグラム陰性の非芽胞形成偏性好気性桿菌の一属。周鞭毛を持ち運動する種がみられる。基準種はアサイア・ボゴレンシス。スワミナタニア属と近縁。名称は日本の微生物学者朝井勇宣に因む。GC含量は59から61。
植物表面から発見される。酢酸菌の一種であるが酢酸濃度が高くなると生育せず、エタノールを酸化して酢酸を生産する能力がない。また酢酸を代謝する能力も乏しい。ただし、酢酸菌の中では比較的多くの種類の糖を酸化して有機酸を作り出すことができる。
また、アサイア属の細菌はハマダラカの体内でよく増殖し、遺伝子改変が容易で、無細胞培地で増殖が可能、かつ水平感染と垂直感染が成立するといった特徴から、”パラトランスジェネシス”によるマラリアの制御を目的とした研究が行われている。